# 1833 في فرنسا
فيما يلي قوائم الأحداث التي وقعت خلال عام 1833 في فرنسا.

## ظهور
- 1 يناير – أوجيني غراندي رواية من تأليف أونوريه دي بلزاك.

## كتب
من الكتب التي صدرت هذه السنة في فرنسا:
- 1 يناير – أوجيني غراندي من تأليف أونوريه دي بلزاك.

## مواليد

### أكتوبر
- 17 أكتوبر – بول بيرت
- 23 أكتوبر – جان بابتيست لويس بيير عالم نبات فرنسي.

### ديسمبر
- 2 ديسمبر – إدوارد ريو

## وفيات

### يناير
- 10 يناير – أدريان ماري ليجاندر (مواليد 1752)
- 12 يناير – ماري-أنتوني كاريم (مواليد 1784)

### فبراير
- 6 فبراير – بييار أندريه لاتريل (مواليد 1762)

### يونيو
- 2 يونيو – دي روفيغو (مواليد 1774)

### يوليو
- 4 يوليو – دوق ألكسندر من فورتمبيرغ (مواليد 1771)
- 5 يوليو – نيسيفور نييبس (مواليد 1765)
- 16 يوليو – بيير ناريس غيران (مواليد 1774) رسام فرنسي.

### نوفمبر
- 16 نوفمبر – رينيه لويش ديفونتين (مواليد 1750) عالم نبات فرنسي.